# Gran Hotel (Albacete)
El Gran Hotel es una construcción ecléctica de principios del siglo XX del arquitecto Daniel Rubio situada en la ciudad española de Albacete. Representa una de las muestras más importantes del modernismo de Albacete, con una fachada ecléctica donde también se alternan los estilos modernista, renacentista, gótico, plateresco y barroco.
Fue el pionero de la industria turística y hotelera de gran lujo en Albacete. En el 2000 recibió el Premio de Arquitectura de Castilla-La Mancha. Desde su origen el monumental edificio sigue albergando un hotel, de 4 estrellas, ubicado en el centro histórico de la ciudad.

## Historia

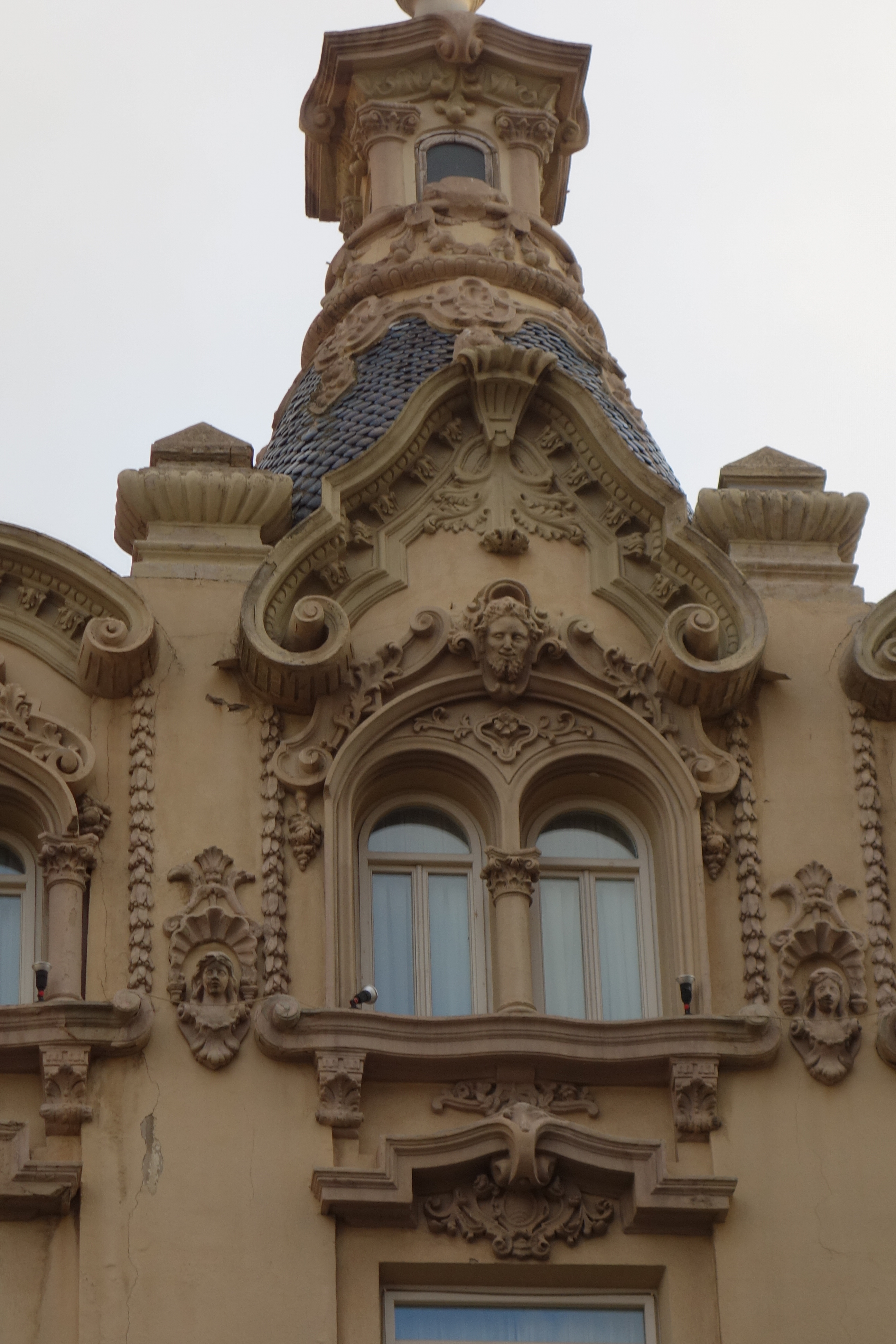
Detalle de la fachada

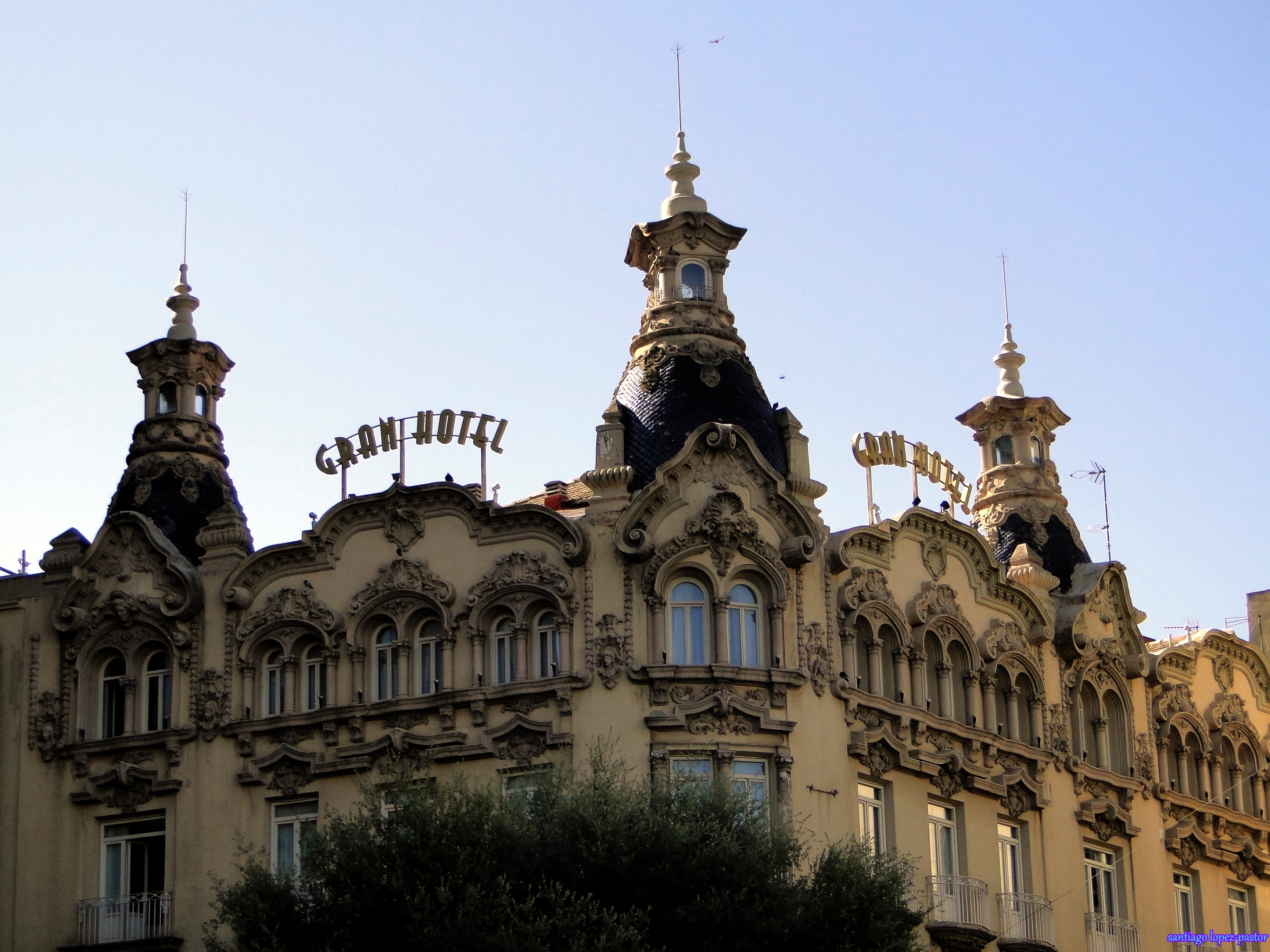
Parte superior del inmueble

El Gran Hotel fue promovido por Gabriel Lodares en 1910, proyectado por el arquitecto Daniel Rubio en 1915 con el nombre de "Gran Hotel para viajeros" y terminado en 1920. Fue el pionero de la industria turística y hotelera de gran lujo en Albacete sustituyendo a las típicas posadas de la época. Fue punto de encuentro de las Brigadas Internacionales durante la guerra civil española, al ser Albacete la sede del cuartel general de las mismas.
El edificio fue rehabilitado en el año 2000 por el arquitecto Francisco Candel con un presupuesto de 2 404 048 € recibiendo el Premio de Arquitectura de Castilla-La Mancha. En la actualidad el edificio continua albergando un hotel, el Gran Hotel, de 4 estrellas.
El 5 de febrero de 2019 fue declarado Bien de Interés Patrimonial, con la categoría de «Construcción de Interés Patrimonial», en una resolución publicada el día 20 de ese mismo mes en el Diario Oficial de Castilla-La Mancha.

## Características
El monumental edificio es una destacada obra de la capital albaceteña. Cuenta con una fachada ecléctica donde se alternan los estilos modernista, renacentista, gótico, plateresco y barroco.  Está situado en la calle Marqués de Molins, en una de las esquinas de la emblemática plaza del Altozano, en pleno centro de la ciudad. Con una superficie de 4000 m², consta de cinco alturas, con tres grandes linternas.